# لويد أشبي
لويد أشبي (بالإنجليزية: Lloyd Ashby)‏ هو لاعب اتحاد الرغبي نيوزيلندي، ولد في 15 فبراير 1931 في Mataura ‏ في نيوزيلندا.